# 杰迈因·亨利·盖斯
杰迈因·亨利·盖斯（盖尔曼·伊万诺维奇·蓋斯，热尔曼·昂利·爱丝，赫尔曼·海因里希·赫斯；1802年8月7日—1850年11月30日），是一位出生于瑞士的俄国化学家和医生，他提出了热化学中的盖斯定律。

## 早年生活
盖斯生于瑞士日内瓦，他的父亲是个艺术家，1805年，他们一家移居俄国。1822年，盖斯入读塔尔图大学学习医学。1825年，盖斯取得行医资格。
盖斯在与瑞典化学家永斯·贝采利乌斯的一次会面之后，转而入斯德哥尔摩大学师从贝采利乌斯学习化学。盖斯回到俄国之后，曾加入一支乌拉尔山脉地质探险队，之后，在伊尔库茨克行医。

## 在化学领域的贡献
盖斯在1830年开始全职从事化学的研究与教学工作，不久成为圣彼得堡国立工艺学院的教授。1840年，盖斯发表了后来被称为盖斯定律的著名论文，盖斯定律可以看做热力学定义定律最早的版本。盖斯定律的内容是：化学反应所吸收或放出的热量，仅决定于反应的始态和终态，而跟反应完成所经历的步数无关。

## 其他研究工作和晚年
盖斯还进行过矿物的研究，比如碲化银（Ag2Te），这种矿物以他的名字命名为。糖氧化生成酸也是盖斯的发现。盖斯著的一部化学教科书成为俄国的标准教科书，沿用几十年。1850年，盖斯在圣彼得堡逝世。

## 进一步阅读
- Leicester, Henry M. . The Journal of Chemical Education. 1951, 28 (11): 581–583. Bibcode:1951JChEd..28..581L. doi:10.1021/ed028p581.
- Köhler-Krützfeldt, Angela; Christmann, Klaus. . Chemkon. 2000, 7 (4): 193. doi:10.1002/ckon.20000070406.
- Russian Journal of Applied Chemistry. 2002, 75 (7): 1200. doi:10.1023/A:1020761623694. 缺少或|title=为空 (帮助)
- (PDF).   [2013-06-14]. （原始内容存档 (PDF)于2012-03-08） （德语）.